# Ochrosia basistamina
Ochrosia basistamina là một loài thực vật có hoa trong họ La bố ma. Loài này được Hendrian mô tả khoa học đầu tiên năm 2004.